# Badedragt
Badedragten er et påklædningsstykke beregnet til ophold i vand. Badedragten er som oftest fremstillet i et materiale, som tørrer hurtigt, såsom  lycra.
Badedragten kan spores tilbage til 1800-tallet, hvor både mænd og kvinder bar en sådan, når de badede udendørs. De første badedragter var heldækkende og havde både ærmer og ben. I starten af 1900-tallet ses de første badedragter uden ærmer, hvilket påkalder sig en del forargelse.
Men snart bliver badedragten genstand for modedesigneres interesse, hvilket også markerer tidspunktet, hvor mænds og kvinders badedragter holder op med at ligne hinanden, og snart begynder mænd at kunne gå med badebukser.
Efter 2. verdenskrig opfandt den franske designer Louis Reard bikinien. Den ansås først som yderst vovet, men slog efterhånden an og fortrængte badedragten, ikke mindst hos yngre kvinder. I sportssammenhæng svømmer kvinder stadig i badedragt.